# Vauriella
Vauriella — рід горобцеподібних птахів родини мухоловкових (Muscicapidae). Представники цього роду мешкають на Філіппінах і на Калімантані.

## Види
Виділяють чотири види:
- Джунглівниця короткохвоста (Vauriella gularis)
- Джунглівниця білогорла (Vauriella albigularis)
- Джунглівниця лусонська (Vauriella insignis)
- Джунглівниця білолоба (Vauriella goodfellowi)

Всі ці види раніше входили до роду Джунглівниця (Rhinomyias), однак за результатами молекулярно-філогенетичного дослідження 2010 року більшість видів, що входили до цього роду були переведені до роду Гірська нільтава (Cyornis), а решту видів перевели до відновленого роду Vauriella.

## Етимологія
Рід названий на честь американського орнітолога і систематика Чарлза Ворі (1906–1975).